# 博凱峰
46°21′N 11°45′E / 46.350°N 11.750°E

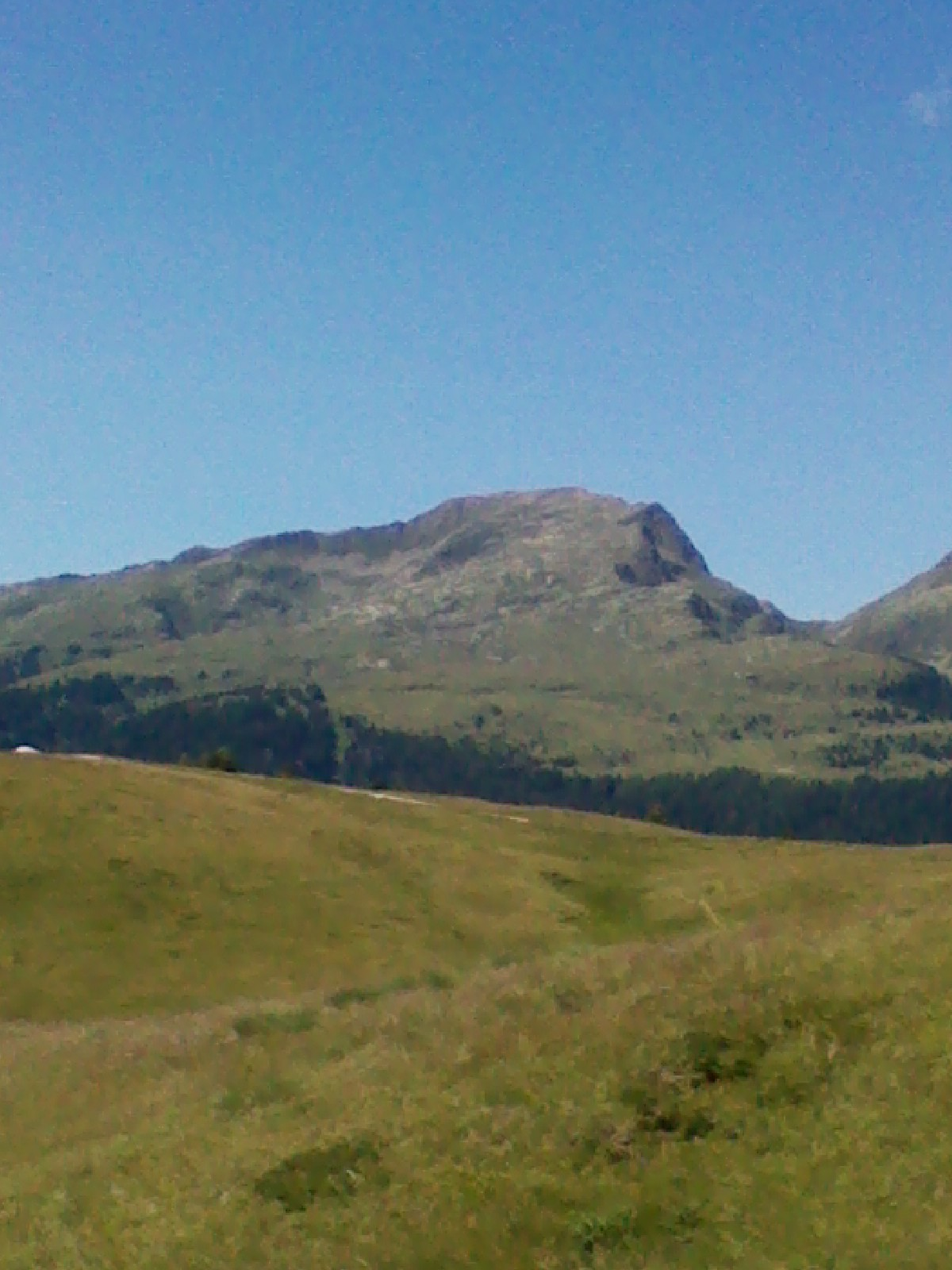

博凱峰（義大利語：Cima Bocche），是意大利的山峰，位於該國東北部，由特倫托自治省負責管轄，屬於多洛米蒂山的一部分，海拔高度2,745米，每年平均降雨量1,546毫米。